# Félix Geybels
Félix Geybels (Heusden-Zolder, 1935. november 23. – Leuven, 2013. november 15.) válogatott belga labdarúgó, hátvéd.

## Pályafutása

### Klubcsapatban
1952 és 1964 között a FC Beringen csapatának a labdarúgója volt.

### A válogatottban
Egy alkalommal szerepelt a belga válogatottban, 1959. június 14-én az osztrákok ellen 4-2-re elveszített mérkőzésen.